# 格伦德霍夫
格伦德霍夫（德語：Grundhof）是德国石勒苏益格－荷尔斯泰因州的一个市镇。总面积11.56平方公里，总人口872人，其中男性448人，女性424人（2011年12月31日），人口密度75人/平方公里。